# فايودوت
فايودوت (بالإنجليزية: Vayudoot)‏، هي شركة طيران اقليمية في الهند أنشئت في 20 يناير 1981 كمشروع مشترك بين اثنين من شركات الطيران المملوكة للدولة، وكان المقر الرئيسي للطيران في مطار سافدارجونج دلهي الجديد.
وقد صممت شركة الطيران أصلا لخدمة المنطقة الشمالية الشرقية من الهند حيث كانت وسائل النقل السطحي غير كافية، وكانت الطرق البرية غير مباشرة. وكان مركزا إقليميا لمنطقة شمال شرق (كلكتا) والخط الجوي تراكمت العمليات ل ما يقرب من 30 وجهة في هذا المجال الصعبة. شهدت العديد من المطارات والطائرات استئناف الرحلات الجوية المدنية بعد توقف دام عدة عقود.

## وصلات خارجية
http://www.timetableimages.com/ttimages/pf.htm Airline Timetable Images: Vayudoot, India